# Motuloa (sul de Nukufetau)
Motuloa é um ilhéu do atol de Nukufetau, do país de Tuvalu. Também há outra ilha no mesmo atol chamado pelo mesmo nome, Motuloa. A Motuloa que fica ao sul fica entre as ilhas Motufetau e Motulalo.